# Combat de Sahagún
Guerre d'indépendance espagnole
Batailles
- Durango (10-1808)
- Balmaseda (11-1808)
- Burgos (11-1808)
- Roses (11-1808)
- Espinosa (11-1808)
- Tudela (11-1808)
- Bubierca (11-1808)
- Somosierra (11-1808)
- Cardedeu (12-1808)
- Saragosse (12-1808)
- 1re Molins de Rei (12-1808)
- Sahagún (12-1808)
- Benavente (12-1808)
- Mansilla (12-1808)
- Castelló d'Empúries (01-1809)
- Cacabelos (01-1809)
- Lugo (01-1809)
- Zamora (01-1809)
- Astorga (01-1809)
- La Corogne (01-1809)

Le combat de Sahagún se déroula le 21 décembre 1808 à Sahagún, en Espagne, dans le cadre de la guerre d'indépendance espagnole. Au cours de cet affrontement, le 15e hussards britannique mit en déroute deux régiments de cavalerie français, faisant de nombreux prisonniers au prix de pertes minimes. Cet engagement marqua l'ultime étape de l'avancée des troupes britanniques en territoire espagnol, peu avant que l'arrivée de Napoléon ne les contraignent à une retraite précipitée en direction des côtes et à leur évacuation par bateaux.

## Contexte
En 1808, une armée britannique commandée par le général John Moore s'avança dans le nord-ouest de l'Espagne afin de soutenir les Espagnols dans leur lutte contre les occupants français. Cependant, soucieux de rétablir la situation de ses troupes dans la péninsule, Napoléon entra en Espagne à la tête d'une puissante armée et s'empara de Madrid le 4 décembre, rendant la position britannique intenable. Moore, qui avait son quartier-général à Mayorga, savait qu'il devait impérativement regagner la côte pour sauver son armée. Toutefois, ayant appris que le corps du maréchal Soult s'étaient établies à proximité de la rivière Carrión, le général britannique décida d'attaquer cette force française isolée avant d'entamer sa retraite. Dans ce but, la cavalerie du général Henry Paget fut envoyée en avant à la rencontre de Soult, suivie de près par l'infanterie du corps expéditionnaire.

## Forces en présence
La cavalerie française impliquée dans ce combat appartenait à la brigade du général César Alexandre Debelle. Celui-ci, arrivé en Espagne un mois plus tôt, commandait la cavalerie attachée au corps du maréchal Soult. Il avait sous ses ordres le 8e régiment de dragons, fort de trois escadrons dirigés par le colonel Girardin d'Ermenonville, et le régiment auxiliaire de chasseurs à cheval commandé par le colonel Tascher de la Pagerie, un cousin de l'impératrice Joséphine. La présence de cet officier sur le champ de bataille est toutefois discutée. Fletcher donne un effectif total d'environ 450 hommes et mentionne le 1er régiment provisoire de chasseurs à cheval, mais Burnham affirme qu'il s'agit d'une erreur, ce régiment ayant été capturé à l'issue de la bataille de Bailén. Toujours selon Burnham, les effectifs de la brigade Debelle à la mi-décembre 1808 étaient de 402 hommes pour le 8e dragons et de 252 hommes pour les chasseurs à cheval auxiliaires, pour un total de 654 cavaliers. Digby Smith parle quant à lui d'approximativement 800 hommes. 
De son côté, Paget disposait des 10e et 15e régiments de hussards britanniques, comptant environ 500 cavaliers chacun, ainsi que de treize hussards du 7e régiment formant probablement son escorte personnelle et d'une batterie de six canons de la Royal Horse Artillery. Cependant, le 10e hussards ne joua pratiquement aucun rôle durant le combat. Smith évoque le chiffre de 400 cavaliers sans tenir compte du 10e hussards.

## Déroulement du combat

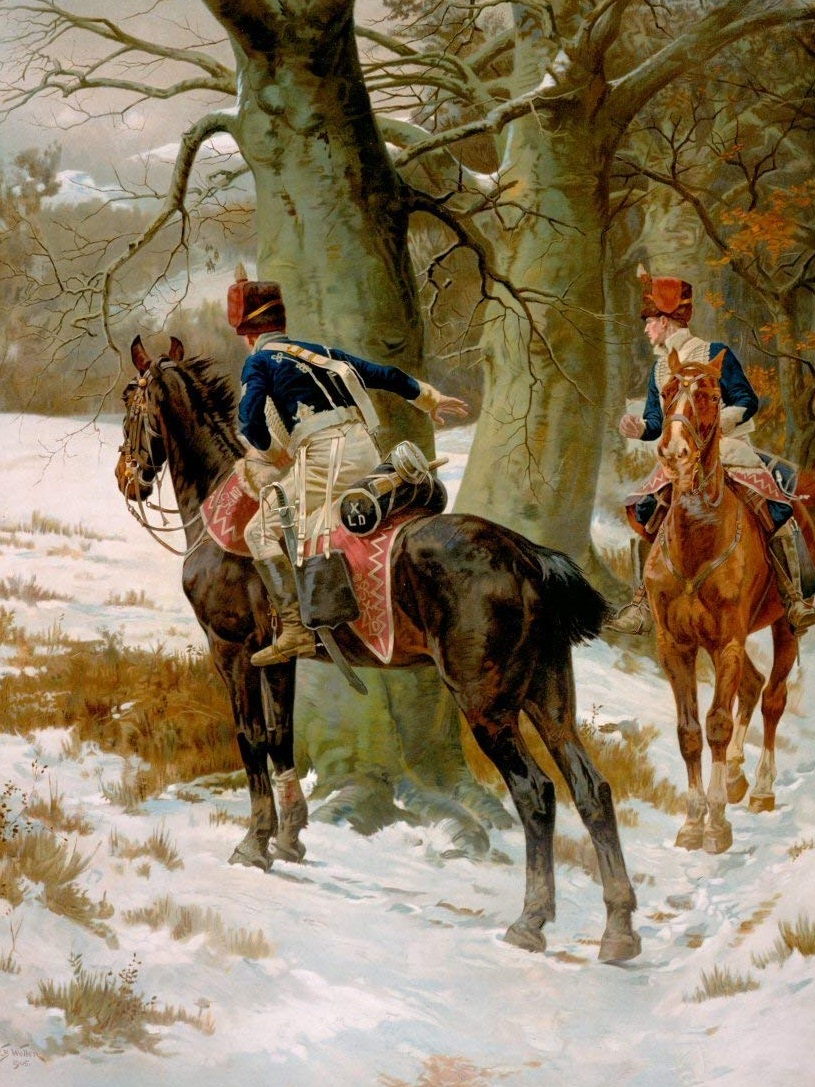
Hussards anglais du 10e régiment en reconnaissance pendant la campagne de La Corogne.

Par une nuit glaciale, Paget ordonna au 10e hussards d'attaquer le village de Sahagún, qu'il savait occupé par une force de cavalerie française, tandis que lui-même projetait de contourner la localité avec le 15e hussards afin de couper la retraite à ses adversaires. Malheureusement pour Paget, le général John Slade et son 10e hussards tardèrent à se mettre en mouvement, en vertu de quoi la cavalerie française, qui s'était rendu compte de la proximité des Britanniques, se retira rapidement vers l'est sans être accrochée. Au lever du jour, les unités françaises, voyant le 15e hussards britannique arriver par le sud, se déployèrent sur deux lignes, la première formée par les chasseurs à cheval auxiliaires et la seconde par le 8e dragons. De façon très inhabituelle, la cavalerie française reçut la charge des hussards britanniques en position stationnaire en essayant de l'arrêter par un feu de carabine.

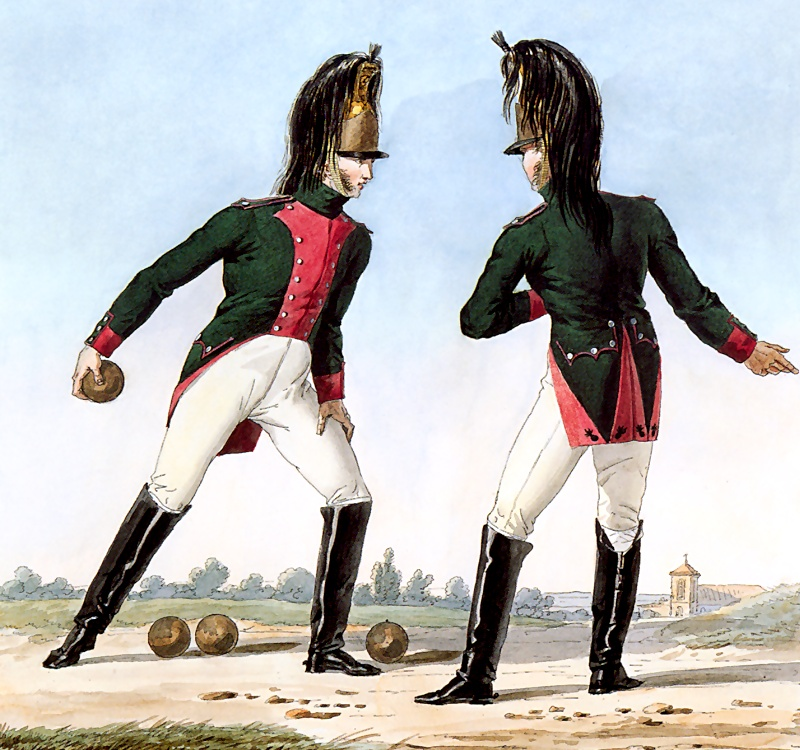
Dragons français du 8e régiment.

Malgré un sol neigeux et couvert de glace, le 15e hussards chargea sur environ 400 m au cri de « Emsdorf et la victoire ! », en référence à une bataille de 1760 durant laquelle le régiment s'était illustré. La température était si basse que nombre de hussards avaient enfilé leur pelisse plutôt que de la laisser suspendue à leurs épaules, certains étant même revêtus d'un manteau complet. Selon des témoins oculaires, les cavaliers étaient incapables de tenir correctement leur sabre et les rênes de leur monture du fait de leurs mains engourdies. Le choc entre les hussards et les chasseurs fut, malgré tout, d'une très grande violence ; un officier britannique relata : « hommes et chevaux furent renversés et un hurlement de terreur, entrecoupé de jurons, de gémissements et de supplications, put se lire sur tous les visages ». La charge impétueuse des hussards britanniques perça les rangs des chasseurs, puis ceux des dragons qui s'avançaient en soutien. La cavalerie française fut disloquée et prit la fuite vers l'est, poursuivie par les Britanniques. 
Un grand nombre de cavaliers français (surtout d'origine allemande pour les chasseurs) furent faits prisonniers, alors que le 15e hussards n'essuya que des pertes minimes : 2 tués et 23 blessés. Deux majors de cavalerie français furent capturés et le régiment auxiliaire de chasseurs, dont une grande partie de l'effectif était tombé aux mains des cavaliers de Paget, cessa d'exister en tant qu'unité opérationnelle. Les pertes françaises se montèrent au total à 20 tués, 19 blessés et 170 prisonniers selon Fletcher. Smith estime les pertes britanniques à 4 tués et 21 blessés et celles des Français à 20 morts ou blessés ainsi qu'environ 300 prisonniers. Une troisième source fait état de 120 tués et 167 prisonniers du côté français. Les bagages et les papiers de la brigade Debelle furent également perdus. Alors que le 10e hussards arrivait pour se joindre à la poursuite, ses camarades du 15e le confondirent avec une unité de cavalerie française et interrompirent leur attaque victorieuse pour se regrouper, ce qui mit un terme à l'affrontement.

## Conséquences
En dépit du succès de sa cavalerie, le général Moore s'était rendu compte que les forces françaises étaient beaucoup plus proches que prévu et l'offensive envisagée contre Soult fut annulée. Le combat de Sahagún fut, en conséquence, la dernière avancée des troupes britanniques en territoire espagnol avant que ces dernières n'entament une longue et périlleuse retraite en direction du port de La Corogne, sur la côte galicienne. La présence de l'armée britannique, comme le souhaitait Moore, attira néanmoins l'attention de Napoléon et permit aux débris épars des forces espagnoles, accablées par leurs nombreuses défaites successives, de se regrouper et de se réorganiser en vue de la poursuite de la guerre.
La charge du 15e hussards et la victoire qui en résulta rendirent la cavalerie française peu encline à combattre son homologue britannique pour le restant de la campagne de la Corogne. Le régiment auxiliaire de chasseurs à cheval perdit tellement d'hommes qu'il fut dissous par la suite. Au cours de cette campagne, les hussards britanniques se distinguèrent une nouvelle fois au combat de Benavente, le 29 décembre 1808, où ils mirent en déroute les chasseurs à cheval de la Garde impériale, l'élite de la cavalerie légère française, et capturèrent leur commandant, le général Lefebvre-Desnouettes. 
Le 15e hussards se vit décerner la distinction « Sahagun » comme distinction régimentaire, distinction qui est encore célébrée aujourd'hui par les dragons légers.